# System sądowniczy Wielkiej Brytanii
System sądowniczy w Wielkiej Brytanii jest zasadniczo odmienny od modelu kontynentalnego, gdyż Zjednoczone Królestwo nie ma jednolitego systemu prawnego – zarówno Anglia i Walia, jak i Szkocja, jak i Irlandia Północna posługują się systemami odrębnymi. Jeżeli chodzi o prawo imigracyjne oraz  specjalne imigracyjne uprawnienia apelacyjne jest ono takie samo w całym Zjednoczonym Królestwie, natomiast prawo pracy jest takie samo i dotyczy wszystkich części składowych oprócz Północnej Irlandii.
System sądownictwa w Wielkiej Brytanii pozostaje prawie niezmieniony od wieków. W połowie XIX wieku sądy Anglii były podzielone i spotykały na drodze wiele problemów, a zarazem każde z nich miały różne potrzeby. Pomiędzy rokiem 1883 a 1885 powstał Supreme Court of Judicature, który w 1891 roku zmienił nazwę na Supreme Court of England and Wales, a na podstawie Constitutional Reform Act 2005 z 2005 roku zmienił nazwę na Senior Courts of England and Wales składający się z trzech sądów.

## Sąd Najwyższy Zjednoczonego Królestwa
Sąd Najwyższy Zjednoczonego Królestwa (ang. Supreme Court of the United Kingdom) jest sądem apelacyjnym ostatniej instancji w prawie wszystkich sprawach rozpatrywanych na podstawie prawa Anglii, Walii, Irlandii Północnej, a także prawa cywilnego Szkocji. Wcześniej, do czasu reformy z 2005 roku wprowadzonej przez Constitutional Reform Act 2005 (weszła w życie w 2009 roku), rolę tę pełniła Izba Lordów.

## Senior Courts of England and Wales

### Court of Appeal
Wydział Karny, któremu przewodniczy Lord Naczelny Sędzia (Lord Chief Justice), rozpoznaje odwołania od skazań i wyroków wniesione przez osoby, w stosunku do których Sąd Koronny wydał skazanie lub wyrok. Sąd może unieważnić lub utrzymać skazanie, bądź też zarządzić ponowny proces, a w przypadku odwołań od wyroków, zmienić wyrok. Jednakże po skierowaniu do Sądu Apelacyjnego przez prokuratora generalnego, sąd jest uprawniony do zwiększenia wymiaru kary, którą uważa za zbyt łagodną. Zwykle w Wydziale Karnym Sądu Apelacyjnego zasiada razem trzech sędziów, ale wydaje się tylko jeden wyrok.
Wydział Cywilny, któremu przewodniczy Master of the Rolls, rozpoznaje odwołania głównie od orzeczeń Wysokiego Trybunału oraz sądów okręgowych. W czasie takiego rozpoznania, sędziowie tego sądu mogą wydać dowolne orzeczenie, które, ich zdaniem, powinno było zostać wydane w sądzie niższej instancji. W niektórych przypadkach zarządza się ponowny proces. W Sądzie Apelacyjnym rzadko przesłuchuje się świadków. Orzeczenia opierają się zwykle na dokumentach, protokołach wcześniejszych rozpraw oraz argumentacji adwokatów występujących w imieniu stron. Zwykle w Sądzie Apelacyjnym zasiada razem trzech sędziów, każdy z nich może wydać wyrok, a orzeczenie sądu zapada większością głosów).

### High Court of Justice
Wydział Kanclerski (Chancery Division): Zajmuje się w szczególności sprawami majątkowymi, w tym zarządzaniem majątkiem osób zmarłych, interpretacją testamentów, niewypłacalnością oraz sporami dotyczącymi spółek kapitałowych i osobowych.
Wydział Ławy Króla (King`s Bench Division): Jest największym z trzech Wydziałów i zajmuje się szerokim zakresem spraw cywilnych, w tym powództwami o odszkodowanie wynikającymi z niedotrzymania umów oraz czynów niedozwolonych, sprawami o zniesławienie, sporami o charakterze handlowym oraz sprawami z zakresu prawa morskiego (sprawami cywilnymi związanymi z okrętami, np. zderzenie, uszkodzenie ładunku oraz ratunek).
Wydział Rodzinny (Family Division): Wydział powstał w 1970 roku z połączenia trzech różnych sądów: Spadkowego (Probate), Rozwodowego (Divorce) i Admiralicji (Admiralty).
Za pośrednictwem Sądu Administracyjnego Wysoki Trybunał pełni również funkcję nadzorczą nad licznymi sądami, trybunałami oraz organami i osobami prywatnymi pełniącymi funkcje publiczne.

### Crown Court
W roku 1972 powstał kolejny oddział Sądu Najwyższego zwany Sądem Koronnym. Zwołany został przez Parlament Zjednoczonego Królestwa Wielkiej Brytanii i Irlandii Północnej by zajmował się najpoważniejszymi przestępstwami kryminalnymi.

## Sądy Niższej Instancji Anglii i Walii

### Magistrates Courts
Rozpatrują one głównie drobne sprawy z zakresu prawa karnego. Sprawy o poważniejsze przestępstwa rozpatruje Sąd Koronny. Są również właściwe w sprawach z zakresu prawa rodzinnego. Są także sądami dla nieletnich tzw. „Youth Courts”.
W sądach pokoju orzekają tzw. sędziowie pokoju (Justices of the Peace) są to w większości osoby bez wykształcenia prawniczego.  Bardziej złożone sprawy w sądach pokoju rozpoznają sędziowie zawodowi zwani „District Judges”.

### County Courts
Okręgowe Sądy Cywilne (County Court Civil) ustanowiono w połowie dziewiętnastego wieku. Zajmują się one większością spraw cywilnych w Anglii i Walii. Mniej skomplikowane sprawy cywilne rozpoznają sądy okręgowe, natomiast bardziej złożone sprawy rozstrzyga Wysoki Trybunał. Najwięcej spraw rozpatrywanych przez sądy okręgowe dotyczy odzyskiwania należności, jednakże sprawy o przywrócenie posiadania majątku (np. w przypadku niepłacenia rat kredytu hipotecznego), sprawy rodzinne, związane z przysposobieniem i upadłością rozpoznają również sądy okręgowe. Sprawami rozwodowymi w Centralnym Londynie zajmuje się Główny Urząd Sądu Rodzinnego, a nie sądy okręgowe.
Okręgowe Sądy Rodzinne (County Court Family) zajmują się sprawami dotyczącymi rodziców i ich dzieci.

### Tribunals
Zajmują się sprawami na forum, które można obejrzeć na sali. Rozprawy takie są dostępne dla publiczności. Sąd ten zajmuje się prawami emigracyjnymi czy prawem pracy.
Istnieje wiele Trybunałów rozpoznających rozmaite kwestie, np. imigrację, podatki, zdrowie psychiczne, grunty i nieruchomości, zasiłki z opieki społecznej, transport oraz zatrudnienie. Postępowanie przed trybunałami jest mniej formalne niż przed innymi sądami. W skład członków trybunałów mogą wchodzić specjaliści w innych dziedzinach niż prawo, np. lekarze, oraz osoby bez wykształcenia prawniczego, choć przewodniczącym takiego trybunału prawie zawsze jest osoba o wykształceniu prawniczym. W zależności od rodzaju trybunału, odwołania od decyzji trybunału można składać do trybunału wyższej instancji, Wysokiego Trybunału lub Sądu Apelacyjnego. Za pośrednictwem Sądu Administracyjnego Wysoki Trybunał pełni również funkcję nadzorczą nad licznymi sądami, trybunałami oraz organami i osobami prywatnymi pełniącymi funkcje publiczne.

## Lord Chief Justice of England and Wales
Jest to kierowniczy urząd sądownictwa Anglii i Walii, powstał w XII w.
Na mocy reformy z 2005 roku osoba powołana na stanowisko Lorda Naczelnego obejmuje równocześnie stanowisko Prezesa Sądów Anglii i Walii President of the Courts of England and Wales. Obecnie funkcję tę sprawuje Igor Judge, Baron Judge. Ma on około 400 ustalonych obowiązków łącznie z reprezentowaniem sądownictwa Anglii i Walii w Parlamencie i rządzie brytyjskim. Przydziela stanowiska i lokalizacje sędziom. Również jest obecny na najważniejszych sprawach cywilnych, karnych i rodzinnych. Na każdym posiedzeniu nosi płaszcz i kamizelkę, a także krótką perukę.

## Zakres orzecznictwa i praktyka
Sądownictwo w Anglii obejmuje dość szeroki zasięg, od małych spraw na przykład odzyskiwanie długów czy niszczenie dóbr materialnych (rozwiązywane są szybkim i tanim sposobem) do spraw bardziej skomplikowanych związanych z problemami w korporacjach międzynarodowych. Większość spraw cywilnych nie kończy się w sądzie jak i również często nie dochodzi do pełnego procesu. Zakańczane są za pośrednictwem lub przez użycie ustalonych procedur składania skarg, a jeśli jednak sprawy idą przez sąd, celem jest rozwiązanie jej najprostszymi i najszybszymi środkami. Sąd nie ma mocy i prawa w sprawach cywilnych do karania strony przegranej więzieniem. Zazwyczaj strona wygrana otrzymuje rekompensatę w postaci pieniężnej.

## Ubiór
Od początku istnienia sądów Wielkiej Brytanii przyjęło się, że wszyscy obecni na sali sądowej pracownicy mają określony ubiór (Dress code), który określa ich pozycje i zadania. Pracownicy Ławy Króla (King's Bench) mają pięć rodzajów, a na przykład pracownicy Sądu Lorda Kanclerza – trzy (purpurowy, z czarnego jedwabiu i z futra gronostaja).
Innymi dodatkami są szale, peleryny, szaty z kapturami, białe rękawiczki, imitacje spodni do jazdy konnej oraz buty ze stalowymi sprzączkami. Peruki, które są ikoną brytyjskiego sądu, są produkowane z naturalnych włosów ludzkich. W 1834 roku Humphrey Ravenscroft opatentował pomysł, który przetrwał do dziś. Zaczął używać do produkcji peruk włosów końskich. Peruki te okazały się niezawodną i nieodłączną częścią tradycji sądownictwa. Były bardzo lekkie i wygodne, a ich konstrukcja pozostawała niezmienna, co okazało się równie bardzo wygodne. Humphrey był wnukiem założyciela sklepu, którego rodzina sławiła się w tworzeniu peruk dla prawników. Rodzinny sklep jest największą firma na świecie produkującą peruki dla pracowników sądu w Wielkiej Brytanii.
W praktyce większość pracowników sądu ubrana jest w garnitury, a peruki adwokackie są zakładane tylko na specjalne okazje.